# Edison Bilbao
Edison David Bilbao Zarate (Santiago del Cile, 3 giugno 1987) è un ex calciatore cileno, di ruolo centrocampista.

## Carriera
In carriera ha giocato 9 partite di qualificazione per l'Europa League.